# Nortonville, Kansas
Nortonville är en ort i Jefferson County i Kansas. Vid 2010 års folkräkning hade Nortonville 637 invånare.